# オードリー・ビトニ
オードリー・ビトニ（Audrey Bitoni、1986年8月16日 – ）は、アメリカ合衆国のポルノ女優、アダルトモデル。

## 来歴
出生名オードリー・アロヨとして、カリフォルニア州パサデナでスペイン人とドイツ人の血をひく家庭に生まれる。アリゾナ州立大学に通い、ジャーナリズムの学士号を取得した。
2004年、PLAYBOYのカレッジ・スペシャル・エディションに掲載された。2006年、ポルノ映画デビュー。Brazzers、Bang Bros、HustlerなどのWebサイトで彼女の出演シーンを視聴出来る。出演した『Operation: Desert Stormy』はAVNアワードを受賞した。2008年11月、ペントハウス誌のペントハウス・ペットに選ばれた。

## 出演作品の一部
- 2006年: My Sister's Hot Friend
- 2007年: Operation Desert Stormy
- 2007年: Girlvana 3
- 2007年: No Man's Land 43
- 2007年: Jack's Playground 38
- 2007年: Fishnets 7
- 2008年: Sexual Freak 8: Audrey Bitoni
- 2008年: Big Tits at School 2
- 2009年: Big Wet Tits 8
- 2009年: Penthouse Variations
- 2009年: The Sex Files – A Dark XXX Parody
- 2010年: North Pole 73
- 2010年: My Plaything Audrey Bitoni
- 2010年: Octopussy 3-D: A XXX Parody
- 2010年: Baby Got Boobs 4
- 2011年: Car Wash Girls 2

## 受賞とノミネーション
- 2008: 11月のペントハウス・ペット[5]
- 2008: AVNアワード – ノミネート: Best New Starlet[6]
- 2008: AVNアワード – ノミネート: Best POV Sex Scene[6]
- 2009: AVNアワード – ノミネート: Best All-Girl 3-Way Sex Scene - No Man's Land 43[7]
- 2013: Julilandアワード 受賞: Best Photo Set、Best Trouble[8]